# هیئت حسابرسی (ژاپن)
هیئت حسابرسی ژاپن (会計検査院 Kaikeikensain) مخارج دولت را بررسی می‌کند و گزارش سالانه خود را به دایت ملی ارائه می‌دهد. اصل ۹۰ قانون اساسی ژاپن و قانون هیئت حسابرسی مصوب ۱۹۴۷، به این نهاد استقلال قابل توجهی از نظر کنترل شدن توسط کابینه ژاپن و دایت ملی می‌دهد.
دفتر مرکزی در کاسومیگاسکی، چیودا-کو، توکیو، ژاپن قرار دارد.

## تاریخچه
ریشه‌های هیئت حسابرسی را می‌توان به نهادی ربط داد که در سال ۱۸۶۹ تحت دایجوکان تأسیس شد.
اصل ۹۰ قانون اساسی ژاپن می‌گوید: «حساب‌های نهایی درآمدها و مخارج کشور همه ساله توسط هیاتی از حسابرسان بررسی و همراه با گزارش حسابرسی سال مالی بلافاصله پس از مهلت مقرر توسط هیئت وزیران تقدیم دایت ملی می‌گردد. سازمان و صلاحیت هیئت حسابرسان را قانون معین می‌کند.»
در سال ۲۰۱۳، دولت شینزو آبه بر اساس قانون رازداری سعی در دور زدن این موضوع داشت، اما در سال ۲۰۱۵ از این کار منصرف شد.